# Régiment de Chabrillan cavalerie
Pour les articles homonymes, voir régiment de Villequier et régiment de Chabrillan.
Le régiment de Chabrillan cavalerie est un régiment de cavalerie du royaume de France créé en 1672.

## Création et différentes dénominations
- 3 mars 1672 : création du régiment du Gas cavalerie
- 17 mars 1690 : renommé régiment de Villequier cavalerie
- 15 février 1702 : renommé régiment de Montmain cavalerie
- 1706 : renommé régiment de Bellacueil cavalerie
- 28 février 1711 : renommé régiment de Latour cavalerie
- 24 février 1738 : renommé régiment de Chabrillan cavalerie
- 1er décembre 1761 : réformé par incorporation au régiment Royal-Cravates cavalerie

## Équipement

### Étendards
6 étendards de « ſoye rouge, Soleil au milieu brodé en or, & frangez d’or ».

Étendards
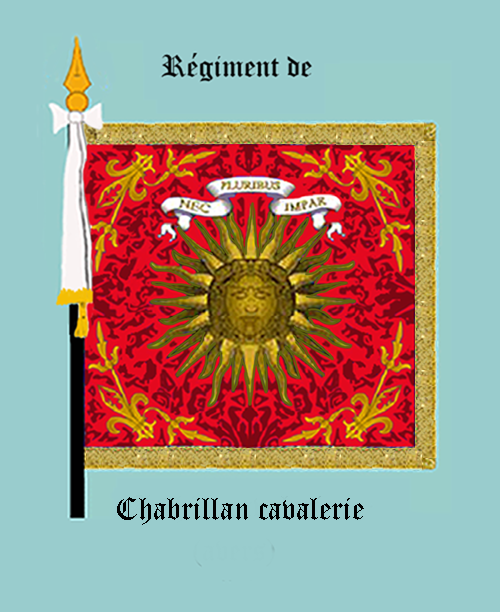
régiment de Chabrillan cavalerie

### Habillement

Uniformes
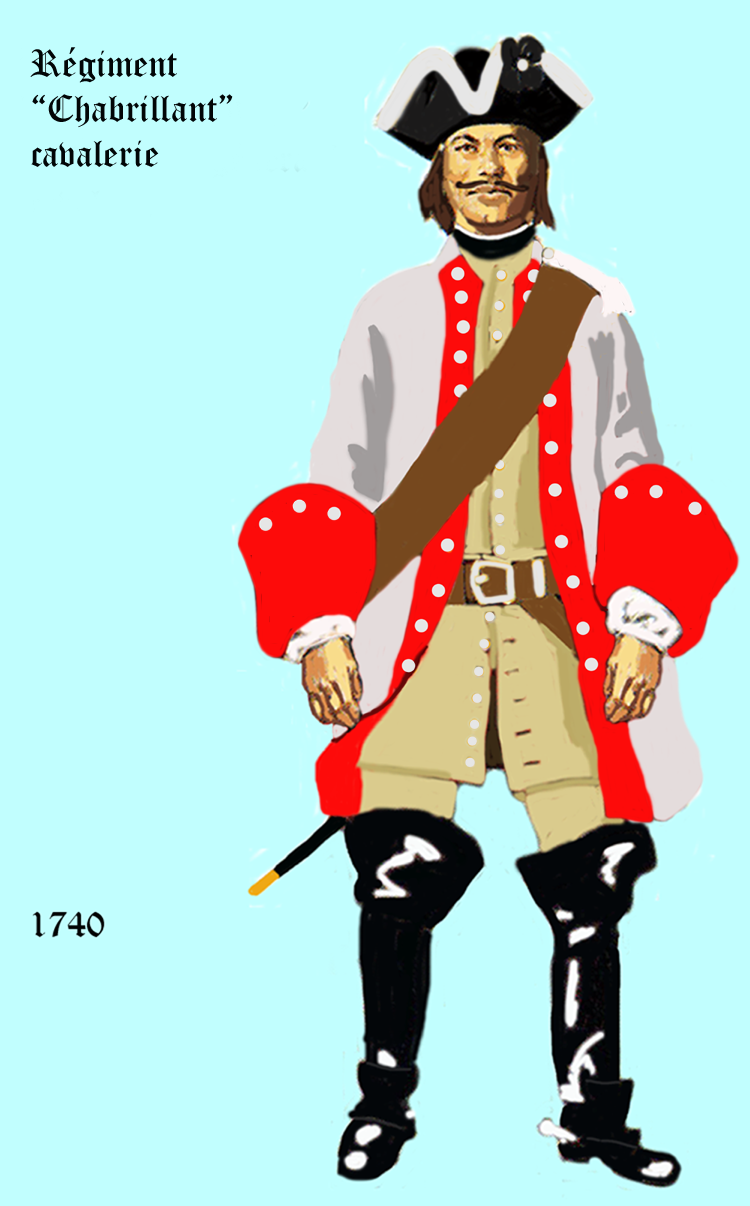
de 1740 à 1757
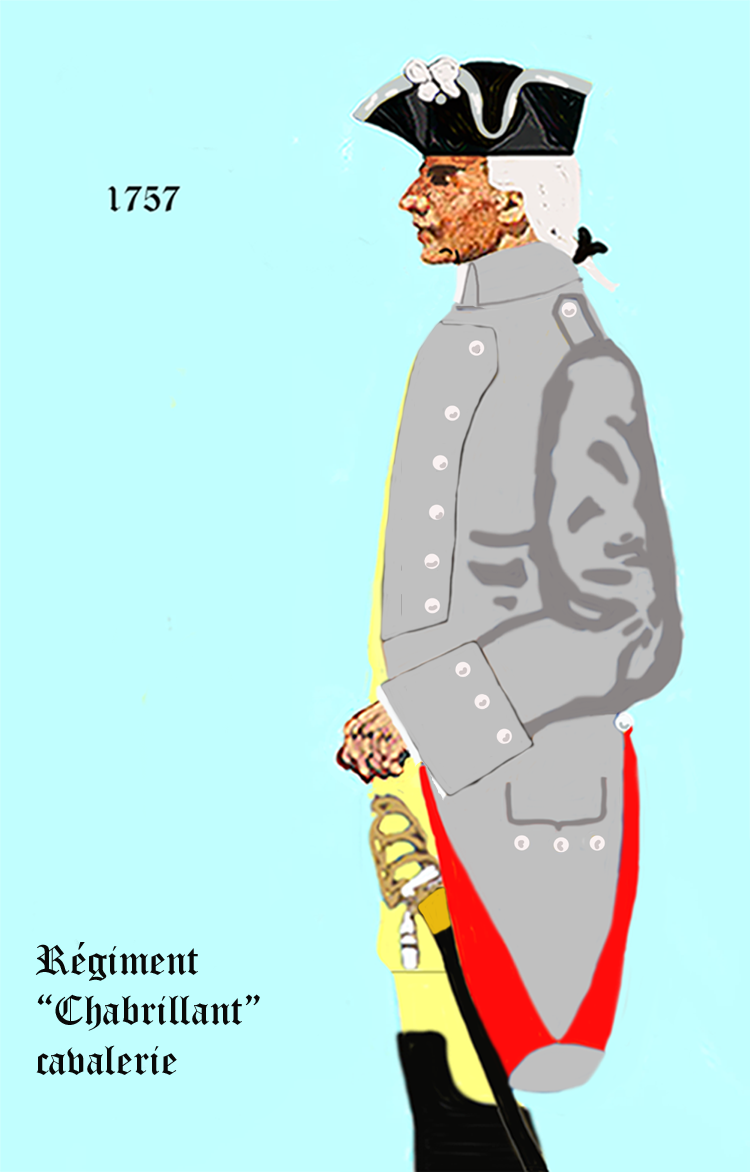
régiment de Chabrillan cavalerie de 1757 à 1761

## Historique

### Mestres de camp
- 3 mars 1672 : Louis du Gas de l’Hommeau, marquis du Gas, brigadier de cavalerie le 26 février 1686, maréchal de camp le 10 mars 1690
- 17 mars 1690 : Louis, marquis de Villequier puis duc d’Aumont, brigadier de cavalerie le 3 janvier 1696, maréchal de camp le 29 janvier 1702, † 6 avril 1723
- 15 février 1702 : Henry François de Tenarre, marquis de Montmain, brigadier le 2 avril 1703, maréchal de camp le 20 mars 1709, lieutenant général des armées du roi le 8 mars 1718, † 5 janvier 1738
- 1706 : marquis Bellacueil
- 28 février 1711 : Louis René Sandrier de Latour[2].
, brigadier le 20 février 1734, maréchal de camp le 1er mars 1738, † 17 octobre 1758
- 16 avril 1738 : François César de Moreton, marquis de Chabrillan, déclaré brigadier en juin 1745 par brevet du 1er mai, maréchal de camp le 10 mai 1748, † 27 septembre 1776
- 1er février 1749 : Jacques Aimard de Moreton, chevalier puis comte de Chabrillan, brigadier le 20 février 1761, déclaré maréchal de camp en mai 1763 par brevet du 25 juillet 1762, † 21 octobre 1802

### Campagnes
- Guerre de Succession d'Autriche

11 mai 1745: bataille de Fontenoy

### Quartiers
- Pontivy[1]